# José González (Leichtathlet, 1995)
José Alnardo González Soto (* 14. Mai 1995 in Baní) ist ein dominikanischer Leichtathlet, der sich auf den Sprint spezialisiert hat. Er ist aktuell Inhaber des Landesrekordes über 100 Meter und siegte 2023 über diese Distanz bei den Panamerikanischen Spielen.

## Sportliche Laufbahn
Erste internationale Erfahrungen sammelte José González im Jahr 2019, als er mit der dominikanischen 4-mal-100-Meter-Staffel in 39,15 s den sechsten Platz bei den Panamerikanischen Spielen in Lima belegte. 2022 wurde er bei den Ibero-Amerikanischen Meisterschaften in La Nucía in der Vorrunde im 100-Meter-Lauf disqualifiziert und gewann mit der Staffel in 39,19 s die Silbermedaille hinter dem spanischen Team. Anschließend belegte er bei den Juegos Bolivarianos in Valledupar in 10,30 s den vierten Platz über 100 Meter und siegte in 39,26 s im Staffelbewerb. Im Jahr darauf gewann er bei den Zentralamerika- und Karibikspielen in San Salvador in 10,26 s die Silbermedaille über 100 Meter hinter dem Guyaner Emanuel Archibald und mit der Staffel gewann er in 38,61 s die Silbermedaille hinter dem Team aus Trinidad und Tobago. Ende Oktober siegte er dann in 10,30 s bei den Panamerikanischen Spielen in Santiago de Chile und sicherte sich in 20,56 s die Silbermedaille über 200 Meter hinter dem Brasilianer Renan Gallina. Bei den World Athletics Relays 2024 in Nassau belegte er in 39,16 s den dritten Platz im B-Finale in der 4-mal-100-Meter-Staffel und kurz darauf gewann er bei den Ibero-Amerikanischen Meisterschaften in Cuiabá in 10,25 s die Silbermedaille über 100 Meter hinter dem Brasilianer Felipe Bardi. Zudem siegte er in 20,27 s über 200 Meter und kam im Staffelbewerb nicht ins Ziel. Im August schied er bei den Olympischen Sommerspielen in Paris mit 10,40 s in der ersten Runde über 100 Meter aus.
In den Jahren 2023 und 2024 wurde González dominikanischer Meister im 100-Meter-Lauf sowie 2023 auch über 200 Meter.

## Persönliche Bestzeiten
- 100 Meter: 10,04 s (+1,7 m/s), 27. Mai 2023 in Fort-de-France (dominikanischer Rekord)
- 200 Meter: 20,24 s (+0,6 m/s), 27. Mai 2023 in Fort-de-France